# Raiffeisenbank Lech am Arlberg
Die Raiffeisenbank Lech am Arlberg ist eine eigenständige, österreichische Genossenschaftsbank. Die Regionalbank hat ihren Sitz in Lech am Arlberg. Ihr Marktgebiet umfasst auch die Nachbargemeinden Warth und Zürs.

## Struktur
Die Raiffeisenbank Lech am Arlberg ist ein Allfinanzinstitut und bietet Finanzlösungen in sämtlichen Bereichen für Privatpersonen und Unternehmen. Außerdem entwickelte sich ihr Private Banking gemessen am veranlagten Vermögen zu einem ihrer erfolgreichsten Geschäftsfelder. Aus diesem Grund trägt die Bank der Wortlaut „Private Banking“ in ihrem Logo.
Die Raiffeisenbank Lech am Arlberg ist als Genossenschaftsbank organisiert. Daher gehört sie den Mitgliedern der Bank, welche Geschäftsanteile gezeichnet haben. Ausschließlich Kunden ist dies vorbehalten. Die Raiffeisenbank Lech am Arlberg zählt aktuell 524 Mitglieder (Stand: 31. Dezember 2019). Sie ist gemeinsam mit den weiteren Vorarlberger Raiffeisenbanken Eigentümerin der Raiffeisenlandesbank Vorarlberg. Zusammen mit den anderen sieben Raiffeisenlandesbanken Österreichs ist diese Mehrheitseigentümerin der Raiffeisen Bank International AG.

## Geschichte
Franz Michael Felder, Wendelin Rädler, Johann Kohler – einige Persönlichkeiten versuchten Ende des 19. Jahrhunderts die Idee der Selbsthilfe von Friedrich Wilhelm Raiffeisen in Vorarlberg zu etablieren. Die Zeit war auch in Vorarlberg von Armut, Not und Landflucht geprägt. Zahlreiche Missernten führten zu Hungersnöten und Notverkäufen. Um die Menschen mit günstigen Darlehen und Saatgut zu versorgen, wurden in vielen Gemeinden eigenständige Banken nach der Idee der Selbsthilfe von Friedrich Wilhelm Raiffeisen gegründet. Am 2. September 1900 fand die Gründungsversammlung des „Spar- und Darlehenskassen-Vereins für die Gemeinde Lech und die Pfarre Warth, registrierte Genossenschaft mit unbeschränkter Haftung“ statt. Vier Monate später, am 31. Jänner 1901, wurde die Bank in das k. k. Handelsgericht eingetragen. Wenige Tage zuvor hatte sie ihre Geschäftstätigkeiten aufgenommen. 
In den ersten Jahren hatte der „Spar- und Darlehenskassen-Verein“ seine Räumlichkeiten in der Wohnung des damaligen Zahlmeisters Franz Schneider im „Krömer-Hüsli“, Tannberg 68. 1927 wurde auf Gemeindegrund ein eigenes Kassagebäude errichtet: Im Erdgeschoß befanden sich ein Warenlager sowie eine Warenausgabe. Im ersten Stock fanden die Geschäftsräume der Bank und Wohnungen Platz. Um die wachsende Nachfrage der Bevölkerung nach Finanzlösungen bewältigen zu können, wurde das Gebäude der Raiffeisenbank Lech am Arlberg 1963 aufgestockt und ein Anbau hinzugefügt. 
1971 eröffnete die Genossenschaftsbank zusätzlich eine Bankstelle in der Nachbargemeinde Warth. 2004 zog die Bank in Warth in ein neu errichtetes Mehrzweckgebäude. Seitdem hat sie dort gemeinsam mit der Gemeinde, der Polizei und dem örtlichen Tourismusbüro ihren Standort.
Im Jahr 2004 baute die Raiffeisenbank ihre Hauptbankstelle in Lech um: Auf 1400 Quadratmetern sind die Räumlichkeiten der Genossenschaftsbank seitdem untergebracht.

## Initiative Lebensraum Lech
Im Sommer 2006 legte die Raiffeisenbank Lech am Arlberg mit dem Projekt „Aktiv rasten“ den Grundstein für den „Lebensraum Lech“. Diese Initiative bildet seither den Rahmen für den genossenschaftlichen Förderauftrag der Raiffeisenbank. Diesen setzt sie auch um, indem sie jedes Jahr einen Teil der erwirtschafteten Wertschöpfung in nachhaltige, regionale Projekte investiert (Quelle Website). 2012 hat die Raiffeisenbank Lech am Arlberg als erste Bank Österreichs eine Gemeinwohlbilanz erstellt. Bis heute erscheint davon jedes zweite Jahr eine Neuauflage.